# Объединённый африканский национальный совет
Объединённый африканский национальный совет (англ. United African National Council, UANC) — родезийская и зимбабвийская политическая партия 1970—1990-х годов. Создан по инициативе и под руководством умеренного африканского националиста епископа Музоревы. Выступал за мирное урегулирование вооружённого конфликта, диалог с Родезийским фронтом, противостояла повстанческим движениям ZANU и ZAPU. Являлся правящей партией в государстве Зимбабве-Родезия. В независимой Зимбабве потерпел поражение на выборах и находился в оппозиции.

## Политическая борьба в Родезии
Методистский епископ Абель Музорева длительное время был популярным активистом движения за равноправие чёрного большинства Родезии. В 1971 году он возглавил партию Африканский национальный совет, которая рассматривалась как родезийский аналог южноафриканского АНК Нельсона Манделы. Партия занимала левоцентристские позиции, идеологически придерживалась умеренного африканского национализма и социального либерализма. С середины 1970-х стало применяться название Объединённый африканский национальный совет (ОАНС).
Партия Музоревы выступала за переход к правлению чёрного большинства, установление многорасовой демократии, но мирными методами, с учётом интересов белой общины и при сохранении основ социальной системы. На этой основе взник жёсткий конфликт ОАНС с марксистскими повстанческими движениями ZANU Роберта Мугабе и ZAPU Джошуа Нкомо.
В конце 1970-х Родезийский фронт во главе с Яном Смитом взял курс на достижение договорённости с умеренными африканскими организациями. Партия Музоревы, как наиболее влиятельная из них, стала главным партнёром правительства. 3 марта 1978 года было заключено соглашение о «внутреннем урегулировании». ZANU и ZAPU не признали договорённостей и продолжили гражданскую войну. ОАНС поддержал правительство Смита и акцентировал антикоммунистическую составляющую своей программы. Партия приняла активное участие в формировании отрядов SFA — проправительственного ополчения чернокожих антикоммунистов.

## Успех в Зимбабве-Родезии
В апреле 1979 года были проведены выборы в парламент государства Зимбабве-Родезия. ОАНС одержал победу, получив 51 из 100 мандатов. 1 июня 1979 Абель Музорева стал премьер-министром. Представитель ОАНС Джозиа Зион Гумеде занял также президентский пост. Партия получила 9 из 18 министерств.
Однако отказ ZANU и ZAPU признать новое государство, продолжение войны и сохранение международных санкций сделали Зимбабве-Родезию весьма недолговечной. Уже в декабре 1979 года Ланкастерхаузская конференция положила конец её существованию.

## Поражение в Зимбабве
Новые выборы были назначены на февраль 1980 года. Предполагалось, что ОАНС получит широкое представительство в парламенте. (В частности, в советских информационных программах утверждалось, будто «белые фермеры заставляют своих батраков голосовать за партию Музоревы».) Однако представление о влиянии ОАНС оказалось сильно преувеличенным. Партия получила лишь 8 % голосов и 3 парламентских мандата из 100. Позиции ОАНС оказались необратимо подорваны.
В независимой Зимбабве ОАНС находился в оппозиции режиму Роберта Мугабе и подвергался преследованиям (в 1983 власти утверждали, будто тысячи боевиков ОАНС проходят подготовку в ЮАР для свержения зимбабвийского правительства). На выборах 1985 и 1990 партия не прошла в парламент. В 1992 году ОАНС участвовал в оппозиционном объединительном проекте, инициированном Яном Смитом, но создать коалицию не удалось.
В 1994 году ОАНС был распущен. Сторонники Абеля Музоревы перешли в оппозиционную организацию Объединённые партии.